# Le Veurdre
Le Veurdre település Franciaországban, Allier megyében. Lakosainak száma 476 fő (2022. január 1.). Le Veurdre Château-sur-Allier, Limoise, Neure, Pouzy-Mésangy, Saint-Léopardin-d’Augy és Livry községekkel határos.

## Népesség
A település népességének változása:
| Lakosok száma | 717  | 604  | 595  | 550  | 476  | 460  | 455  | 454  | 452  | 476  |
|               | 1968 | 1982 | 1990 | 2006 | 2013 | 2015 | 2017 | 2019 | 2020 | 2022 |